# Liste der Baudenkmäler in Oberaudorf
Auf dieser Seite sind die Baudenkmäler in der oberbayerischen Gemeinde Oberaudorf zusammengestellt. Diese Tabelle ist eine Teilliste der Liste der Baudenkmäler in Bayern. Grundlage ist die Bayerische Denkmalliste, die auf Basis des Bayerischen Denkmalschutzgesetzes vom 1. Oktober 1973 erstmals erstellt wurde und seither durch das Bayerische Landesamt für Denkmalpflege geführt wird. Die folgenden Angaben ersetzen nicht die rechtsverbindliche Auskunft der Denkmalschutzbehörde.

## Baudenkmäler nach Ortsteilen

### Oberaudorf
| Lage                                      | Objekt                                                         | Beschreibung | Akten-Nr.      | Bild                                       |
| ----------------------------------------- | -------------------------------------------------------------- | --- | -------------- | ------------------------------------------ |
| Am Burgtor 7 (Standort)                   | Burgtor, jetzt Heimatmuseum                                    | Massivbau mit Rundbogentor und Schindeldach, 1489–92 als Mautstätte erbaut | D-1-87-157-2   | weitere Bilder                             |
| Am Graben 4 (Standort)                    | Bauernhaus, Einfirsthof                                        | zweigeschossiger Flachsatteldachbau mit ehemals verputztem Blockbauobergeschoss, Laube und verbretterter Hochlaube, wohl 1745 | D-1-87-157-3   | weitere Bilder                             |
| Bad-Trißl-Straße 33 a; 33; 33c (Standort) | Evangelisch-Lutherisches Gemeindezentrum                       | um annähernd quadratischen Kirchhof angelegte Baugruppe, 1957–58 von Franz Lichtblau; Auferstehungskirche, Saalraum mit integriertem Gemeinderaum unter steilem und nach Westen abgewalmtem Schindeldach; mit Ausstattung; südlich portalartiger Glockenturm mit schindelgedecktem Spitzhelm; westliche Begrenzung durch Pergola und Mauer mit Anbindung zum sog. Keltenhügel; östlich angelagert Pfarrhaus, erdgeschossig mit verschindeltem Halbwalmdach                                                                                               | D-1-87-157-118 | weitere Bilder                             |
| Bahnhofplatz 3 (Standort)                 | Ehemals Gasthof, sog. Zum Brünnstein                           | dreigeschossiger Flachsatteldachbau mit Kniestock und Gesimsgliederung, traufseitig reich dekorierter hölzerner Eingangsvorbau mit Balkonen und Zwerchgiebel, an der südlichen Giebelseite Salettl und aufgeständerte Holzbalkone, um 1880 | D-1-87-157-120 | weitere Bilder                             |
| Carl-Hagen-Straße 4 (Standort)            | Ehemals Gerichtsgebäude                                        | dreigeschossiger Flachsatteldachbau mit Lauben, 18. Jahrhundert, 1925 Umbau im Stil eines Bauernhauses | D-1-87-157-5   | weitere Bilder                             |
| Carl-Hagen-Straße 6 (Standort)            | Bauernhaus, Einfirsthof                                        | dreigeschossiger Flachsatteldachbau mit Giebel in Blockbauweise und breiter Hochlaube, Firstpfette bezeichnet mit 1824 | D-1-87-157-6   | weitere Bilder                             |
| Carl-Hagen-Straße 10 (Standort)           | Ehemals Bauernhaus, Einfirsthof                                | zweigeschossiger Flachsatteldachbau mit Kniestock und Giebel in Blockbauweise, Laube und verbretterter Hochlaube, 1824 | D-1-87-157-7   | weitere Bilder                             |
| Carl-Hagen-Straße 12 (Standort)           | Ehemals Bauernhaus, Einfirsthof                                | zweigeschossiger Flachsatteldachbau mit Blockbauobergeschoss, Laube und breiter Hochlaube, Firstpfette bezeichnet mit 1744 | D-1-87-157-8   | weitere Bilder                             |
| Carl-Hagen-Straße 14 (Standort)           | Ehemals Bauernhof, Einfirsthof, jetzt Gasthof, sog. Ochsenwirt | dreigeschossiger Flachsatteldachbau mit Giebel in Blockbau, polygonem Eckerker und breiter Hochlaube, 1744, um 1860 zweites Obergeschoss | D-1-87-157-9   | weitere Bilder                             |
| Carl-Hagen-Straße 18 (Standort)           | Ehemals Bauernhaus, Einfirsthof                                | zweigeschossiger Flachsatteldachbau mit Blockbauobergeschoss, umlaufender Laube und Hochlaube, 18. Jahrhundert | D-1-87-157-10  | weitere Bilder                             |
| Florianiberg (Standort)                   | Kapelle St. Florian, auf dem Florianiberg                      | Satteldachbau mit hölzernem verschindeltem Dachreiter mit Zwiebelhaube, 1815; mit Ausstattung; Kreuzwegstationen, Massivbauten mit Satteldach, teilweise Putzgliederung und schmiedeeiserne Gittern, 1815, 1817 Kreuzwegstation XI. | D-1-87-157-27  | weitere Bilder                             |
| Kufsteiner Straße 8 (Standort)            | Ehemals Handwerkerhaus                                         | zweigeschossiger Flachsatteldachbau, 1. Drittel 19. Jahrhundert | D-1-87-157-86  | weitere Bilder                             |
| Kufsteiner Straße 10 (Standort)           | Wohnteil des ehemaligen Kramer- und Tuchschneiderhauses        | zweigeschossiger Flachsatteldachbau mit Hochlaube, Segmentbogentüren und 2007 erneuerten Fassadenmalereien über den gesicherten Resten des 18. Jahrhunderts, am Türgewände bezeichnet mit 1764 | D-1-87-157-12  | weitere Bilder                             |
| Kufsteiner Straße 20 (Standort)           | Ehemals Alte Schule                                            | dreigeschossiger Massivbau mit flachem Walmdach, Ecklisenen, Stichbogenfenstern und Gurtgesimsen, 1840, 1878 aufgestockt | D-1-87-157-13  | weitere Bilder                             |
| Kufsteiner Straße 21 (Standort)           | Villa Sachs                                                    | schlossartige Anlage in historisierenden Formen, mit Krüppelwalmdächern, Eckturm, Erkern, Veranda, Vorhalle, um 1900; Gartenanlage mit Figuren, schmiedeeisernen Toren und Brunnen, gleichzeitig | D-1-87-157-14  | weitere Bilder                             |
| Kufsteiner Straße 32 (Standort)           | Martersäule                                                    | Stele aus Nagelfluh, aufgestellt als Erinnerung an das Kriegsjahr 1704, bezeichnet mit 1704 | D-1-87-157-15  | weitere Bilder                             |
| Lindenstraße 2 (Standort)                 | Bauernhof, Einfirstanlage                                      | Giebel und Kniestock in Blockbauweise, Laube und breiter Hochlaube, Firstpfette bezeichnet mit 1823 | D-1-87-157-17  | weitere Bilder                             |
| Lindenstraße 3 (Standort)                 | Bauernhaus, Einfirsthaus                                       | zweigeschossiger Flachsatteldachbau mit Giebel und Kniestock in Blockbauweise, Hochlaube und biedermeierlicher Tür, Firstpfette bezeichnet mit 1823 | D-1-87-157-16  | weitere Bilder                             |
| Marienplatz (Standort)                    | Brunnen, sog. Marienbrunnen                                    | Brunnenbecken aus Gusseisen mit verzierten Wasserspendern und vergoldeter Bronzestatue der Muttergottes, Ende 19. Jahrhundert | D-1-87-157-18  | weitere Bilder                             |
| Nähe Erlenaustraße (Standort)             | Hofkapelle, sog. Hofwirtskapelle zum Heiligen Kreuz            | Schopfwalmdachbau mit Legschindeln und Putzgliederungen, über der Tür bezeichnet mit 1818; mit Ausstattung | D-1-87-157-28  | weitere Bilder                             |
| Rosenheimer Straße 3 (Standort)           | Gasthof                                                        | zweigeschossiger, breit gelagerter Bau mit einseitig abgeschlepptem Flachsatteldach, Stichbogentür, Hochlaube und Fassadenmalereien, 1823 | D-1-87-157-19  | weitere Bilder                             |
| Rosenheimer Straße 8 (Standort)           | Ehemals Bauernhaus, Einfirsthof                                | dreigeschossiger Flachsatteldachbau mit breiter Hochlaube, 1853 | D-1-87-157-20  | Ehemals Bauernhaus, Einfirsthof            |
| Rosenheimer Straße 13 (Standort)          | Handwerkerhaus, Bäckerei                                       | dreigeschossiger Flachsatteldachbau mit umlaufender Hochlaube, verputzten Blockwänden und Fassadenmalerei, 1743, 1823 nach Brand erneuert | D-1-87-157-21  | weitere Bilder                             |
| Rosenheimer Straße 59; 59 a (Standort)    | Landhaus Berger                                                | dreigeschossiger Flachsatteldachbau auf hohem Sockelgeschoss mit verbrettertem Giebelfeld, umlaufendem hölzernen Balkon, hölzernen Verandabauten, Flacherker und Putzgliederungen, 1899; Park | D-1-87-157-22  | weitere Bilder                             |
| Rosenheimer Straße 79 (Standort)          | Villa Wohnlich                                                 | zweigeschossiger Satteldachbau mit Gaube, verbrettertem Giebelfeld, umlaufender Laube, polygonem Eckerker, Veranda und Vorhaus, 1907 von Eugen Drollinger | D-1-87-157-23  | weitere Bilder                             |
| Sankt-Josef-Spital-Straße 1 (Standort)    | Katholische Pfarrkirche Mariä Himmelfahrt                      | Saalbau mit Satteldach, Südturm mit Welscher Haube und Putzgliederungen, Turmunterbau 14. Jahrhundert, Kirche im Kern 15. Jahrhundert, barocke Umgestaltungen 1664 und 1758, 1746 Turmoberbau von Abraham Millauer, nach Brand 1831 klassizistische Erneuerung mit Verlängerung und Erhöhung, 1833 Turmhaube rekonstruiert; mit Ausstattung; Friedhofsummauerung, 18. Jahrhundert; Friedhofskapelle St. Anna, seit 1921 Kriegergedächtnisstätte, Massivbau mit Steildach und Westvorhalle, um 1500, 1665 umgestaltet, 1921 Westvorhalle und Umgestaltung | D-1-87-157-24  | weitere Bilder                             |
| Sudelfeldstraße 1 (Standort)              | Villa, jetzt Sitz der Riemerschmidstiftung                     | zweigeschossiger Steildachbau auf hohem Natursteinsockel mit runden Ecktürmen, halbrundem Bodenerker, verbretterten Giebeln und Hochlaube, Rundbogentür und -fenster, barockisierender Heimatstil, 1914 von Peter Danzer | D-1-87-157-26  | Villa, jetzt Sitz der Riemerschmidstiftung |

### Eck
| Lage                       | Objekt                                            | Beschreibung | Akten-Nr.     | Bild           |
| -------------------------- | ------------------------------------------------- | --- | ------------- | -------------- |
| Eck 1; 2 b (Standort)      | Bauernhaus mit Widerkehr, sog. Schuster am Graben | zweigeschossiger Flachsatteldachbau mit Blockbauobergeschoss, Laube und Hochlaube, Wirtschaftsteil mit Rundholzblockwänden, Firstpfette bezeichnet mit 1802; Feldstadel, zweigeschossiger Flachsatteldachbau, unverputztes Feldsteinmauerwerk mit Blockwerkaufbau, wohl 18. Jahrhundert                                                               | D-1-87-157-36 | weitere Bilder |
| Eck 2; 2 a (Standort)      | Bauernhaus, Einfirsthof, sog. Grabner             | zweigeschossiger Flachsatteldachbau mit Blockbauobergeschoss, umlaufender Laube und verbretterter Hochlaube, Mitte 18. Jahrhundert, Hauskapelle auf der Laube, bezeichnet mit 1809, Dachaufbau und Laubenbrüstungen von 1879; Zuhaus, zweigeschossiger Putzbau mit modernem Flachsatteldach und verbrettertem Giebel, 1. Drittel 19. Jahrhundert      | D-1-87-157-37 | weitere Bilder |
| Eck 3 (Standort)           | Bauernhaus, Einfirsthof, sog. Fink                | zweigeschossiger Flachsatteldachbau mit Blockbaugiebel und -kniestock sowie Laube und Hochlaube, am Wirtschaftsteil Rundholzblockwände, Mitte 18. Jh. Wirtschaftsteil abgerissen (Stand Februar 2021) | D-1-87-157-39 | weitere Bilder |
| Eck 4; Flur Eck (Standort) | Bauernhaus, Einfirsthof, sog. Ilger               | zweigeschossiger Flachsatteldachbau mit Blockbau-Giebel, Laube und breiter Hochlaube, Mitte 18. Jahrhundert; Getreidekasten in Blockbau über gemauertem Unterbau (z. T. überbaut), 18. Jahrhundert; Brechhütte, gemauerter Flachsatteldachbau, 18./19. Jahrhundert Wirtschaftsteil am Haupthaus abgerissen, Neubau wird erstellt (Stand Februar 2021) | D-1-87-157-40 | weitere Bilder |
| Eck 6 (Standort)           | Bauernhaus, Einfirsthof, sog. Boider              | zweigeschossiger Flachsatteldachbau mit nachträglich verschaltem und z. T. Blockbauobergeschoss, Laube und Hochlaube, an der Firstpfette bezeichnet mit 1743 | D-1-87-157-41 | weitere Bilder |
| Flur Eck (Standort)        | Feldstadel                                        | Flachsatteldachbau aus unverputztem Feldsteinmauerwerk mit Blockwerkaufbau, wohl noch 18. Jahrhundert | D-1-87-157-38 | weitere Bilder |

### Kleinberg
| Lage                                   | Objekt                          | Beschreibung | Akten-Nr.     | Bild           |
| -------------------------------------- | ------------------------------- | --- | ------------- | -------------- |
| Kleinberg 2 (Standort)                 | Kleinbauernhaus                 | zweigeschossiger Flachsatteldachbau mit teils verputztem Holzobergeschoss, verbrettertem Giebelfeld, Laube und breiter Hochlauben, Firstpfette bezeichnet mit 1771; Getreidekasten, später wohl Zuhaus, zweigeschossiger Flachsatteldachbau mit unverputztem Feldsteinmauerwerk, Blockbauobergeschoss, verbrettertem Giebelfeld und Laube, 1. Hälfte 18. Jahrhundert | D-1-87-157-42 | weitere Bilder |
| Kleinberg 3 (Standort)                 | Ehemals Bauernhaus, Einfirsthof | zweigeschossiger Blockbau mit erneuertem Flachsatteldach, Laube und breiter Hochlaube, bezeichnet mit 1744 | D-1-87-157-43 | weitere Bilder |
| Kleinberg 4 (Standort)                 | Bauernhaus, Einfirsthof         | zweigeschossiger Flachsatteldachbau mit Blockbauobergeschoss, umlaufender Laube und Hochlaube, 18. Jahrhundert | D-1-87-157-44 | weitere Bilder |
| Kleinberg 5 (Standort)                 | Ehemals Bauernhaus, Einfirsthof | dreigeschossiger Flachsatteldachbau mit Blockbauobergeschoss, modernem zweiten Obergeschoss, polygonem Bodenerker und umlaufender Laube, 18. Jahrhundert | D-1-87-157-45 | weitere Bilder |
| Kleinberg 6; Flur Kleinberg (Standort) | Ehemals Bauernhaus, Einfirsthof | dreigeschossiger Satteldachbau mit Eckerker, Blockbauobergeschoss, modernem zweiten Obergeschoss, Laube und Hochlaube, 18. Jahrhundert, Dach 19. Jahrhundert; Brechhütte, Massivbau mit Flachsatteldach, 18./19. Jahrhundert | D-1-87-157-46 | weitere Bilder |

### Niederaudorf
| Lage                              | Objekt                                 | Beschreibung | Akten-Nr.     | Bild           |
| --------------------------------- | -------------------------------------- | --- | ------------- | -------------- |
| Alpenweg 2 (Standort)             | Wohnteil eines ehemaligen Bauernhauses | zweigeschossiger Flachsatteldach mit Blockbaukniestock und -giebel, mit Laube und Hochlaube, bezeichnet mit 1651 | D-1-87-157-48 | weitere Bilder |
| Bergstraße 2 (Standort)           | Bauernhaus, Einfirsthof                | zweigeschossiger Flachsatteldachbau mit Rundbogenöffnungen, schmaler Laube, breiter Hochlaube und polygonem Eckerker, 1801 | D-1-87-157-49 | weitere Bilder |
| Dorfstraße 5 (Standort)           | Bauernhaus, Einfirsthof                | zweigeschossiger Flachsatteldachbau mit verbrettertem Giebelfeld, schmaler Laube und breiter Hochlaube, 18. Jahrhundert, 1824 Dachaufbau | D-1-87-157-52 | weitere Bilder |
| Dorfstraße 6 (Standort)           | Katholische Filialkirche St. Michael   | Saalbau mit Satteldach, Nordturm mit Welscher Haube, Turmuntergeschoss sowie Teile des Chors und Langhauses romanisch, im 15. Jahrhundert Ausbau, im 18. Jahrhundert barocke Umgestaltung mit Verlängerung und Bau der Vorhalle, 1821 Turmoberbau; mit Ausstattung; Friedhof mit Ummauerung | D-1-87-157-51 | weitere Bilder |
| Dorfstraße 13 (Standort)          | Bauernhaus, Einfirsthof                | zweigeschossiger Flachsatteldachbau mit Blockbauobergeschoss mit Laube, verbretterter Hochlaube und polygonalem Eckerker, 1680, erneuert 1811 | D-1-87-157-53 | weitere Bilder |
| Rosenheimer Straße 90 (Standort)  | Bauernhaus, Einfirsthof                | zweigeschossiger Flachsatteldachbau mit Blockbauobergeschoss, Laube und verbretterter Hochlaube, Mitte 18. Jahrhundert | D-1-87-157-54 | weitere Bilder |
| Rosenheimer Straße 108 (Standort) | Mauthaus                               | Massivbau mit Halbwalmdach, Rundbogenportalen, südlichem Erker mit aufgesetzter Laube, nördlichem Querhaus mit Schopfwalmdach und erneuerter Wandmalerei, 1749 | D-1-87-157-55 | weitere Bilder |

### Reisach
| Lage                               | Objekt                          | Beschreibung | Akten-Nr.     | Bild           |
| ---------------------------------- | ------------------------------- | --- | ------------- | -------------- |
| Innstraße 40 (Standort)            | Gasthaus, sog. Hansenbauer      | zweigeschossiger Flachsatteldachbau mit Eckerker, verbrettertem Giebel, hölzernem Kniestock, schmaler Laube und breiter Hochlaube, 2. Hälfte 18. Jahrhundert | D-1-87-157-59 | weitere Bilder |
| Klosterweg 20 (Standort)           | Karmelitenkloster               | Vierseitanlage mit nach Süden gerichteter Kirche und nordwestlich anschließenden hakenförmigen Klostertrakten, gegründet 1731; Klosterkirche St. Therese und Johannes vom Kreuz, Saalbau mit Walmdach, Nordwestturm mit Welscher Haube und Putzgliederungen, barock, 1737–39 durch Abraham Millauer nach Plänen Ignaz Anton Gunetzrhainers, 1757 Turm; mit Ausstattung; dreigeschossige und erdgeschossige Konventtrakte mit Walmdächern und teilweise Eckquaderung, 1732–46 durch Abraham Millauer nach Plänen Ignaz Anton Gunetzrhainers; Einfriedungsmauern, 1. Hälfte 18. Jahrhundert; Klostergarten; Gartenpavillon, Zentralbau mit Zeltdach, 2. Viertel 18. Jahrhundert; Brunnen, gusseisernes rundes Wasserbecken mit zentraler Säule und bronzener Madonnenskulptur, Ende 19. Jahrhundert | D-1-87-157-60 | weitere Bilder |
| Urfahrnstraße 9; 5 b; 7 (Standort) | Schloss Urfahrn                 | dreigeschossiger Hauptbau mit Walmdach, Mittelrisalit und Putzgliederungen, angrenzende zweigeschossige Flügelbauten mit Zeltdächern, Krüppeltürmchen, Putzgliederungen und Eckquaderung, südlicher Flügel mit Südostturm mit Welscher Haube und Putzgliederungen sowie mit integrierter Schloss- und Gruftkapelle, 1723–27 durch Abraham Millauer nach Plänen Johann Baptist Gunetzrhainers; 1725 Gruftkapelle; Kapellen mit Ausstattung; zwei westliche zweigeschossige Nebengebäude mit Zeltdächern, Krüppeltürmchen und Eckquaderung, wohl 18. Jahrhundert; Schlosspark, 18. Jahrhundert; Schlossparkummauerung mit Pfeilern und Rundbogenportalen, 18. Jahrhundert; Schlossökonomie, zweigeschossiger Satteldachbau, 18. Jahrhundert (Urfahrnstraße 7)                                       | D-1-87-157-61 | weitere Bilder |
| Urfahrnstraße 10 (Standort)        | Gasthaus, ehemalige Hoftaferne  | zweigeschossiger Flachsatteldachbau mit Rundbogenöffnungen, Laube und Hochlaube, 1749–50; mit Ausstattung, um 1930 | D-1-87-157-62 | weitere Bilder |
| Urfahrnstraße 15 (Standort)        | Ehemals Schloss, jetzt Wohnhaus | dreigeschossiger Walmdachbau, im Erdgeschoss gewölbt, 18. Jahrhundert | D-1-87-157-63 | weitere Bilder |

### Ried bei Fahrenberg
| Lage                                | Objekt                            | Beschreibung | Akten-Nr.     | Bild           |
| ----------------------------------- | --------------------------------- | --- | ------------- | -------------- |
| Nähe Ried bei Fahrenberg (Standort) | Hofkapelle, sog. Riederhofkapelle | origineller teilverschindelter Holzbau mit Kuppellaterne, 1726; mit Ausstattung                                                                               | D-1-87-157-67 | weitere Bilder |
| Ried bei Fahrenberg 1 (Standort)    | Bauernhaus, Einfirsthof           | zweigeschossiger Flachsatteldachbau mit Blockbauobergeschoss, umlaufender Laube und Hochlaube, 2. Hälfte 18. Jahrhundert                                      | D-1-87-157-65 | weitere Bilder |
| Ried bei Fahrenberg 2 (Standort)    | Bauernhaus, Einfirsthof           | zweigeschossiger Flachsatteldachbau mit verputztem Blockbauobergeschoss, umlaufender Laube, breiter Hochlaube und polygonaler Eckerker, Mitte 18. Jahrhundert | D-1-87-157-66 | weitere Bilder |

### Riedleiten
| Lage                     | Objekt                                   | Beschreibung | Akten-Nr.     | Bild           |
| ------------------------ | ---------------------------------------- | --- | ------------- | -------------- |
| Riedleiten 4 (Standort)  | Bauernhaus, Einfirsthof, sog. Beim Weber | zweigeschossiger Flachsatteldachbau in Hanglage mit Laube und verbretterter Hochlaube, 18. Jahrhundert                                                                | D-1-87-157-68 | weitere Bilder |
| Riedleiten 7 (Standort)  | Bauernhaus, Einfirsthof, sog. Beim Felix | zweigeschossiger Flachsatteldachbau mit Blockbauobergeschoss, Laube und Hochlaube, 18. Jahrhundert, nach Brand 1834 wieder aufgebaut, Firstpfette bezeichnet mit 1836 | D-1-87-157-69 | weitere Bilder |
| Riedleiten 10 (Standort) | Bauernhaus, Einfirsthof, sog. Beim Hainz | zweigeschossiger Flachsatteldachbau mit hölzernem Kniestock, schmaler Laube und breiter Hochlaube, 18. Jahrhundert                                                    | D-1-87-157-70 | weitere Bilder |

### Zimmerau
| Lage                       | Objekt                                     | Beschreibung | Akten-Nr.     | Bild           |
| -------------------------- | ------------------------------------------ | --- | ------------- | -------------- |
| Flur Zimmerau (Standort)   | Stadel                                     | Holzbau mit gemauertem Unterbau, Blockbauoberteil und erneuertem Flachsatteldach, bezeichnet mit 1876 | D-1-87-157-85 | weitere Bilder |
| Flur Zimmerau (Standort)   | Brechhütte                                 | Massivbau mit Blockbaukniestock und Flachsatteldach, Ende 18./Anfang 19. Jahrhundert | D-1-87-157-88 | weitere Bilder |
| Zimmerau 1; 1 a (Standort) | Bauernhaus, Einfirsthof, sog. Beim Fritz'n | zweigeschossiger Flachsatteldachbau mit teilverputztem Blockbauobergeschoss, umlaufender Laube und breiter Hochlaube, Bodenerker und Hausfigur Hl. Johann Nepomuk, Firstpfette bezeichnet mit 1786, Hausfigur 18. Jahrhundert; Zuhaus, zweigeschossiger Satteldachbau mit Blockbauobergeschoss und umlaufender Hochlaube, 18. Jahrhundert | D-1-87-157-83 | weitere Bilder |
| Zimmerau 3 (Standort)      | Bauernhaus, Einfirsthof                    | zweigeschossiger Flachsatteldachbau mit Blockbauobergeschoss, schmaler Laube und breiter Hochlaube sowie Bodenerker und Hochlaube, 18. Jahrhundert; Getreidekasten, zweigeschossiger Holzbau mit teils Blockbauwänden und Satteldach, Türrahmen bezeichnet mit 1655                                                                       | D-1-87-157-84 | weitere Bilder |

### Weitere Ortsteile
| Lage                                                            | Objekt                                                  | Beschreibung | Akten-Nr.     | Bild           |
| --------------------------------------------------------------- | ------------------------------------------------------- | --- | ------------- | -------------- |
| Agg Tatzelwurmstraße 40 (Standort)                              | Gasthaus zum Bauern, ehemals Bauernhaus                 | zweigeschossiger Flachsatteldachbau mit Eckerker, Blockbauobergeschoss, Laube und Hochlaube, 1746 | D-1-87-157-30 | weitere Bilder |
| Antritt Antritt 1 (Standort)                                    | Bauernhaus, Einfirsthof                                 | zweigeschossiger Flachsattelbau mit Eckerker, Blockbauobergeschoss, umlaufender Laube und verbretterter Hochlaube, 2. Hälfte 18. Jahrhundert | D-1-87-157-33 | weitere Bilder |
| Antritt Antritt 2 (Standort)                                    | Bauernhaus, Einfirsthof                                 | zweigeschossiger Flachsattelbau mit Blockbauobergeschoss, Laube und verbretterter Hochlaube, 1772 | D-1-87-157-34 | weitere Bilder |
| Auerbach Tatzelwurmstraße 10 (Standort)                         | Bauernhaus, Einfirsthof                                 | Inntaler Typ, Satteldachbau mit Laube, Sterntür und Wandmalereien, 1927 | D-1-87-157-35 | weitere Bilder |
| Auerburg Am Burgtor 6; Am Schloßberg 5; Auerburgberg (Standort) | Burgruine, sog. Auerburg                                | Reste der mittelalterlichen, 1745 zerstörten Burg | D-1-87-157-29 | weitere Bilder |
| Burgberg Seestraße 4 (Standort)                                 | Gasthaus, sog. Weber an der Wand, ehemalige Einsiedelei | zweigeschossiger Massivbau an der Bergwand mit Pultdach, 1721 zuerst erwähnt, 1. Hälfte 19. Jahrhundert Ausbau zum Gasthaus Geotop | D-1-87-157-25 | weitere Bilder |
| Lechen Lechen 1 (Standort)                                      | Hausskulptur                                            | Muttergottes, 18. Jahrhundert; Hauskapelle, Anbau an den Wohnteil des Bauernhauses mit Pultdach, 18. Jahrhundert; mit Ausstattung | D-1-87-157-47 | weitere Bilder |
| Moosen Moosen 2 (Standort)                                      | Bauernhaus, Einfirsthof                                 | zweigeschossiger Flachsatteldachbau mit polygonalem Bodenerker, Blockbauobergeschoss, umlaufender Laube, Hochlaube und Rautentür, 1. Hälfte 18. Jahrhundert, Dachaufbau 2. Hälfte 19. Jahrhundert                                                                                                   | D-1-87-157-50 | weitere Bilder |
| Rechenau In Rechenau (Standort)                                 | Votivkapelle St. Maria                                  | Massivbau mit Steildach, hölzernem Glockentürmchen, Wandmalereien und geschnitzter Tür, 1687, 1758 barocke Erneuerung; mit Ausstattung | D-1-87-157-57 | weitere Bilder |
| Rechenau Rechenau 2 (Standort)                                  | Bauernhaus, Einfirsthof                                 | zweigeschossiger Flachsatteldachbau mit hohem Kniestock, verputztem Blockbauobergeschoss, seitlichen polygonen Erkerausbauten, Laube und Hochlaube, 16./17. Jahrhundert, 1862 Dacherneuerung | D-1-87-157-56 | weitere Bilder |
| Regau Regau 1b (Standort)                                       | Kapelle                                                 | an das Zuhaus angebaut, mit geschnitzter Spitzbogentür, 19. Jahrhundert; mit Ausstattung | D-1-87-157-58 | weitere Bilder |
| Schindlberg Schindlberg 2 (Standort)                            | Bauernhaus, Einfirsthof                                 | zweigeschossiger Flachsatteldachbau auf hohem Sockel in Hanglage mit Blockbauobergeschoss, umlaufender Laube und verbretterter Hochlaube, 2. Hälfte 18. Jahrhundert; Getreidekasten, zweigeschossiger Holzbau mit teilweise Blockbauwänden, Flachsatteldach und Galerie mit Treppe, 18. Jahrhundert | D-1-87-157-71 | weitere Bilder |
| Schweinsteig Schweinsteig 1 (Standort)                          | Hofkapelle                                              | Saalbau mit westlichem Dachreiter mit Spitzhelm, Rokoko, 1770/71 wohl von Johann Achleitner; mit Ausstattung | D-1-87-157-73 | weitere Bilder |
| Schweinsteig Schweinsteig 1 (Standort)                          | Bauernhaus, Einfirsthof                                 | zweigeschossiger Flachsatteldachbau mit Blockbauobergeschoss, Laube und verbretterter Hochlaube, 1784 | D-1-87-157-72 | weitere Bilder |
| Seebach Seebach 1 (Standort)                                    | Bauernhaus, Einfirsthof                                 | zweigeschossiger Flachsatteldachbau mit Bodenerker, Blockbauobergeschoss, dreiseitig umlaufender Laube und verbretterter Hochlaube, 18. Jahrhundert, Dachstuhl 1794 | D-1-87-157-74 | weitere Bilder |
| Seebach Seebach 2 (Standort)                                    | Bauernhaus, Einfirsthof                                 | zweigeschossiger Flachsatteldachbau mit Eckerker, Blockbauobergeschoss, Laube und zweiseitig umlaufender Laube, 1. Hälfte 18. Jahrhundert | D-1-87-157-75 | weitere Bilder |
| Trißl Flur Kleinberg (Standort)                                 | Kalkofen                                                | Rest des Kalkofens, gemauerter Bogen, 18./19. Jahrhundert | D-1-87-157-76 | weitere Bilder |
| Unterbichl Unterbichl 1; 1 a (Standort)                         | Bauernhaus, Einfirsthof                                 | zweigeschossiger Flachsatteldachbau mit rundem Eckerker, Blockbauobergeschoss, umlaufender Laube und verbretterter Hochlaube und Wandmalereien, um 1800 | D-1-87-157-77 | weitere Bilder |
| Wall Wall 9 (Standort)                                          | Katholische Filialkirche St. Joseph                     | Saalbau mit Satteldach, nördlichem Turm mit Zwiebelhaube, neuromanisch, 1889, 1954 Turm; mit Ausstattung | D-1-87-157-78 | weitere Bilder |
| Wall Wall 11 (Standort)                                         | Bauernhaus, Einfirsthof                                 | zweigeschossiger Flachsatteldachbau mit Blockbauobergeschoss, zweiseitig umlaufender Laube und breiter Hochlaube, um 1800 | D-1-87-157-79 | weitere Bilder |
| Wechselberg Flur Wechselberg (Standort)                         | Kapellenbildstock                                       | verputzter Satteldachbau, um 1900; mit Ausstattung | D-1-87-157-81 | weitere Bilder |
| Wechselberg Wechselberg 2 (Standort)                            | Bauernhaus, Einfirsthof                                 | zweigeschossiger Flachsatteldachbau mit Eckerker, Blockbauobergeschoss, Laube, breiter Hochlaube, Mitte 18. Jahrhundert | D-1-87-157-80 | weitere Bilder |
| Zeisach Zeisach 1 (Standort)                                    | Ehemals Bauernhaus, hochgelegener Einfirsthof           | zweigeschossiger Flachsatteldachbau mit Blockbauobergeschoss, Firstpfette bezeichnet mit 1783, der Bau im Kern älter, Wirtschaftsteil mit Blockwänden, bezeichnet mit 1844 | D-1-87-157-82 | weitere Bilder |

### Almen
| Lage                                                  | Objekt                                         | Beschreibung | Akten-Nr.      | Bild                     |
| ----------------------------------------------------- | ---------------------------------------------- | --- | -------------- | ------------------------ |
| Agger Alm 1 (Standort)                                | Alm, sog. Aggenalm                             | Satteldachbau auf hohem Natursteinsockel mit Hochlaube und Firstzier, Firstpfette bezeichnet mit 1890 | D-1-87-157-94  | Alm, sog. Aggenalm       |
| Agger Alm 2 (Standort)                                | Alm, sog. Obere Aggenalm                       | Holzbau auf Steinsockel, ca. 1700 | D-1-87-157-95  | Alm, sog. Obere Aggenalm |
| Baumoosalm (Standort)                                 | Baumoosalm                                     | erdgeschossiger, teils verschindelter Holzbau mit flachem Legschindeldach, 1748, 1872 Erweiterung; erdgeschossiger Blockbau mit Flachsatteldach, 2. Hälfte 18. Jahrhundert | D-1-87-157-89  | BW                       |
| Großalm (Standort)                                    | Großalm                                        | sechs Almhütten, erdgeschossiger Blockbau mit Flachsatteldach, 1762; erdgeschossiger Blockbau mit Flachsatteldach aus Holzschindeln, 1780; erdgeschossiger teils verschindelter Flachsatteldachbau, 1780; erdgeschossiger Holzbau mit Flachsatteldach, 1786; erdgeschossiger Holzbau mit Flachsatteldach, 1800; erdgeschossiger Holzbau mit Satteldach auf Steinsockel, um 1800 | D-1-87-157-90  | weitere Bilder           |
| Klamm (Standort)                                      | Alm, Stadel der sog. Klammalm                  | Holzbau auf Steinfundament, wohl 17./18. Jahrhundert | D-1-87-157-105 | BW                       |
| Lacheralm (Standort)                                  | Alm, sog. Zettlhütte                           | Holzbau auf Steinsockel, um 1800 | D-1-87-157-117 | BW                       |
| Schönaualm (Standort)                                 | Lampl- oder Sixnbaueralm                       | Flachsattelbau mit verbrettertem Giebelfeld, Firstpfette bezeichnet mit 1835 | D-1-87-157-113 | BW                       |
| Schönaualm (Standort)                                 | Alm, sog. Christophalm                         | Massivbau mit Satteldach und Rundbogenöffnungen, ca. 1750 | D-1-87-157-98  | BW                       |
| Längaualm (Standort)                                  | Längaualm                                      | erdgeschossiger Blockbau mit Satteldach und einer Massivwand, 1766; erdgeschossiger Blockbau mit Flachsatteldach, 1760; erdgeschossiger Blockbau mit Flachsatteldach und Kruzifix im Giebelfeld, 2. Hälfte 18. Jahrhundert | D-1-87-157-91  | weitere Bilder           |
| Mühlbergalm (Standort)                                | Untere Mühlbergalm                             | Holzbau auf Steinsockel mit Flachsatteldach, um 1850 | D-1-87-157-107 | BW                       |
| Mühlberg 1; Mühlbergalm (Standort)                    | Obere Mühlbergalm                              | Holzbau auf Steinfundament, um 1870 | D-1-87-157-106 | BW                       |
| Waldalm 4 (Standort)                                  | Alm, sog. Untere Niederaudorfer Waldalm        | Massivbau mit Satteldach, verbrettertem Giebelfeld und Hochlaube, 1786 | D-1-87-157-109 | BW                       |
| Waldalm 9; Waldalm 6; Waldalm 7; Waldalm 8 (Standort) | Alm, sog. Obere Niederaudorfer Waldalm         | drei Almgebäude, Holzbauten auf Steinsockel mit Sattel- und Flachsatteldächern, 1858 | D-1-87-157-108 | BW                       |
| Flintsbacher Metzgeralm (Standort)                    | Alm, sog. Flintsbacher Metzgeralm              | zweigeschossiger Satteldachbau mit Blockbauobergeschoss, 1908, älterer Kern | D-1-87-157-101 | BW                       |
| Regauer Alm (Standort)                                | Alm, sog. Vordere Einbachalm                   | Massivbau mit Schopfwalmdach, hohem hölzernem Kniestock, verschindeltem Giebel und Hochlaube, 1848 | D-1-87-157-100 | BW                       |
| Regauer Alm (Standort)                                | Alm, sog. Einbacher- bzw. auch Regauer-Alm     | Massivbau mit Satteldach, Firstpfette bezeichnet mit 1862, älterer Kern | D-1-87-157-99  | BW                       |
| Felixalm (Standort)                                   | Alm, sog. Untere Felixalm oder Riedleitner Alm | zwei Almgebäude, Holzbau mit Flachsatteldach, wohl 17. Jahrhundert; Massivbau mit Satteldach und Hochlaube, Ende 18. Jahrhundert | D-1-87-157-102 | BW                       |
| Grafenherberg 12; 4 (Standort)                        | Alm, sog. Vorderseebacheralm                   | Blockbau auf hohem Steinsockel, erneuert und an Firstpfette bezeichnet mit 1908, älterer Kern | D-1-87-157-103 | weitere Bilder           |
| Rosengasse 2 (Standort)                               | Alm, sog. Dr.-Beermann-Hütte                   | Blockbau mit Satteldach, Firstpfette bezeichnet mit 1792 | D-1-87-157-97  | BW                       |
| Rosengassenalm (Standort)                             | Alm, sog. Weindlalm                            | Massivbau mit einseitig abgeschlepptem Flachsatteldach, Firstpfette bezeichnet mit 1888 | D-1-87-157-116 | BW                       |
| Schindelbergalm (Standort)                            | Schindelbergalm                                | teils Holz-, teils Steinbau mit Satteldach, ca. 1750 | D-1-87-157-111 | BW                       |
| Schönaualm (Standort)                                 | Alm, sog. Baywahütte                           | Massivbau mit Schopfwalmdach und verschindeltem Giebelfeld, ca. 1750 | D-1-87-157-96  | BW                       |
| Schreckalm (hinteres Gießenbachtal) (Standort)        | Grandlkaser                                    | Almhütte, Erdgeschoss massiv, hoher Kniestock und Giebel holzverschalt, 1838, Umbau 1935. | D-1-87-157-125 | Grandlkaser              |
| Antritter Alm (Standort)                              | Ehemals Alm, sog. Schwarzeckalm                | zwei Bauten, Blockbau auf Steinfundament mit Flachsatteldach und Hochlaube, Firstpfette bezeichnet mit 1797; Blockbau auf Steinfundament mit Flachsatteldach und Hochlaube, Firstpfette bezeichnet mit 1791. | D-1-87-157-112 | BW                       |
| Schweinsteigeralm (Standort)                          | Schweinsteigeralm                              | Almhütte der Schweinsteigeralm, erdgeschossiger Satteldachbau, weitgehend in Blockbauweise errichtet, Wohnteil dreiseitig von Stall umgeben, wohl 18. Jahrhundert. | D-1-87-157-127 | BW                       |
| Großalm (Standort)                                    | Seelacheralm                                   | erdgeschossiger Satteldachbau, 1859; erdgeschossiger Flachsatteldachbau mit Blockbauobergeschoss, 1859 | D-1-87-157-92  | BW                       |
| Steilenalm (Standort)                                 | Steilenalm                                     | drei Almgebäude, Holzbau auf Steinsockel mit Satteldach und Sterntür, um 1825; Holzbau auf Steinsockel mit flachem Legschindeldach, 1780; verschindelter Holzbau auf Steinsockel mit Flachsatteldach, um 1825 | D-1-87-157-93  | weitere Bilder           |
| Pechlerwald (Standort)                                | Alm, sog. Tatzelwurmwinterstube                | Massivbau mit Flachsatteldach und hohem hölzernen Kniestock, 1847 | D-1-87-157-114 | weitere Bilder           |

## Ehemalige Baudenkmäler
In diesem Abschnitt sind Objekte aufgeführt, die früher einmal in der Denkmalliste eingetragen waren, jetzt aber nicht mehr. Objekte, die in anderem Zusammenhang – also z. B. als Teil eines Baudenkmals – weiter eingetragen sind, sollen hier nicht aufgeführt werden. Aktennummern in diesem Abschnitt sind ehemalige, jetzt nicht mehr gültige Aktennummern.

| Lage                                      | Objekt                          | Beschreibung | Akten-Nr.    | Bild                            |
| ----------------------------------------- | ------------------------------- | --- | ------------ | ------------------------------- |
| Burgberg Am Burgtor 1 (Standort)          | Wohnhaus                        | zweigeschossiger Satteldachbau mit Laube und Hochlaube, 18. Jahrhundert, im Kern älter                                          | D-1-87-157-1 | Wohnhaus                        |
| Oberaudorf Carl-Hagen-Straße 1 (Standort) | Ehemals Bauernhaus, Einfirsthof | zweigeschossiger Flachsatteldachbau mit hohem hölzernen Kniestock, Laube und breiter Hochlaube, Firstpfette bezeichnet mit 1825 | D-1-87-157-4 | Ehemals Bauernhaus, Einfirsthof |

## Abgegangene Baudenkmäler
In diesem Abschnitt sind Objekte aufgeführt, die früher einmal in der Denkmalliste eingetragen waren, jetzt aber nicht mehr existieren, z. B. weil sie abgebrochen wurden. Aktennummern in diesem Abschnitt sind ehemalige, jetzt nicht mehr gültige Aktennummern.

| Lage                        | Objekt                  | Beschreibung | Akten-Nr.     | Bild                    |
| --------------------------- | ----------------------- | --- | ------------- | ----------------------- |
| Florianistraße 3 (Standort) | Bauernhaus, Einfirsthof | zweigeschossiger Flachsatteldachbau mit verputztem Blockbauobergeschoss, umlaufender Laube und Hochlaube, 1746 Wurde nach 2012 abgebrochen. | D-1-87-157-11 | Bauernhaus, Einfirsthof |